# Andrij Kurkov
Andrij Jurijovyč Kurkov (in ucraino Андрій Юрійович Курков?, in russo Андрей Юрьевич Курков?, Andrej Jur'evič Kurkov; traslitterazione anglosassone: Andrey Yuryevich Kurkov; Leningrado, 23 aprile 1961) è uno scrittore ucraino che scrive in lingua russa.
Le sue opere sono tradotte in 25 lingue, tra cui inglese, giapponese, francese, cinese, svedese, ebraico, italiano.
Oltre a vari romanzi, è autore di testi di letteratura per l'infanzia, e di articoli di varia indole su diverse pubblicazioni nel mondo.
I suoi libri sono attraversati da un senso di humor nero, realtà post-sovietica, ed elementi di surrealismo.

## Biografia
Kurkov è nato in Russia, ai tempi dell'Unione sovietica, da padre pilota collaudatore e madre dottoressa Iniziò a scrivere all'età di sette anni dopo la morte di due dei suoi tre criceti, componendo una poesia sulla solitudine dell'animaletto superstite. Scrisse anche poesie su Lenin, forse ispirato dall'influenza del sistema educativo sovietico del tempo.
Per via della sua formazione come traduttore dal giapponese, durante il servizio militare nell'Esercito sovietico Kurkov fu assegnato come assistente al KGB. Tuttavia, si diede da fare per essere assegnato alla polizia militare, perché questo gli avrebbe garantito un maggior grado di libertà sia durante sia dopo il servizio di leva. Così gli fu assegnato un posto di guardia carceraria in una prigione di Odessa. Fu durante questo periodo che Kurkov scrisse tutte le sue storie per bambini.
Pubblicò il suo primo romanzo due settimane prima del crollo dell'Unione Sovietica. Nel contesto delle turbolenze sociali e politiche che fecero seguito a quella svolta storica, Kurkov mosse i primi passi verso l'autopubblicazione e l'auto-distribuzione dei suoi scritti. Grazie al denaro ricevuto dai suoi amici, che con un prestito vollero finanziare il suo lavoro letterario, Kurkov si diede da fare per pubblicare da indipendente. Mentre cercava di organizzare la distribuzione per l'Ucraina, si diede da fare anche per vendere copie in modo diretto, installando dei chioschi in strade affollate.
Come molti scrittori di successo, Kurkov ebbe difficoltà a ottenere il suo primo contratto di edizione: è lui stesso a riferire di aver ricevuto cinquecento rifiuti prima di essere scritturato da un editore, in un'epoca in cui era giunto a scrivere almeno otto romanzi.
Nel 2022 è stato insignito del Prix Médicis étranger per il romanzo Les Abeilles grises.

## Opere
Kurkov è autore di 13 romanzi e di 5 libri per bambini, oltre a un'opera diaristica (Diari ucraini) sugli eventi di Euromaidan. 
In italiano sono disponibili:
- Jimi Hendrix a Leopoli, Keller editore, 2020.
- La pallottola in cerca dell'eroe, Keller editore, 2020.
- Picnic sul ghiaccio, Keller editore, 2017.
- L' indomito pappagallo, Keller editore, 2016.
- Il vero controllore del popolo, Keller editore, 2014.
- Diari ucraini, Keller editore, 2014.
- L'ultimo amore del presidente, Garzanti Libri, 2008.
- I pinguini non vanno in vacanza, Garzanti Libri, 2006.
- L'angelo del Caucaso, Garzanti Libri, 2003 [2005].
- Picnic sul ghiaccio, Garzanti Libri, 2000 [2003].
- L'orecchio di Kiev, Marsilio, 2023.